# نیکوس کریستودولیدس
نیکوس کریستودولیدس (انگلیسی: Nikos Christodoulides؛ زادهٔ ۶ دسامبر ۱۹۷۳) یک سیاستمدار، دیپلمات و دانشگاهی سابق یونانی قبرسی است که از سال ۲۰۲۳ به‌عنوان هشتمین رئیس‌جمهور قبرس خدمت می‌کند. وی پیش از این از سال ۲۰۱۸ تا ۲۰۲۲، وزیر امور خارجه و از سال ۲۰۱۴ تا ۲۰۱۸ سخنگوی دولت بوده‌است.
کریستودولیدس در ژانویه ۲۰۲۲ در بحبوحه گمانه‌زنی‌های مبنی بر نامزدی وی برای ریاست جمهوری در سال ۲۰۲۳، از دولت دوم آناستاسیادس استعفا داد. در ژوئن، او تأیید کرد که بدون حمایت حزبش ائتلاف دموکراتیک (DISY) به عنوان یک فرد مستقل برای ریاست جمهوری نامزد خواهد شد. او متعاقباً توسط احزاب DIKO, EDEK, DIPA و Solidarity تأیید شد.
در دور اول انتخابات ریاست جمهوری او با ۳۲٫۰۴ درصد آرا پیروز شد و پس از آن توسط نیکوس آناستاسیادس رئیس‌جمهور نیز حمایت شد. در دور دوم او با ۵۱٫۹۲ درصد آرا، در مقابل ۴۸٫۰۸ درصد بر آندریاس ماورویانییس که مورد حمایت AKEL بود، به عنوان رئیس‌جمهور قبرس پیروز شد. او نخستین رئیس‌جمهوری است که در قبرس مستقل متولد شده‌است.